# Vargha Damján György

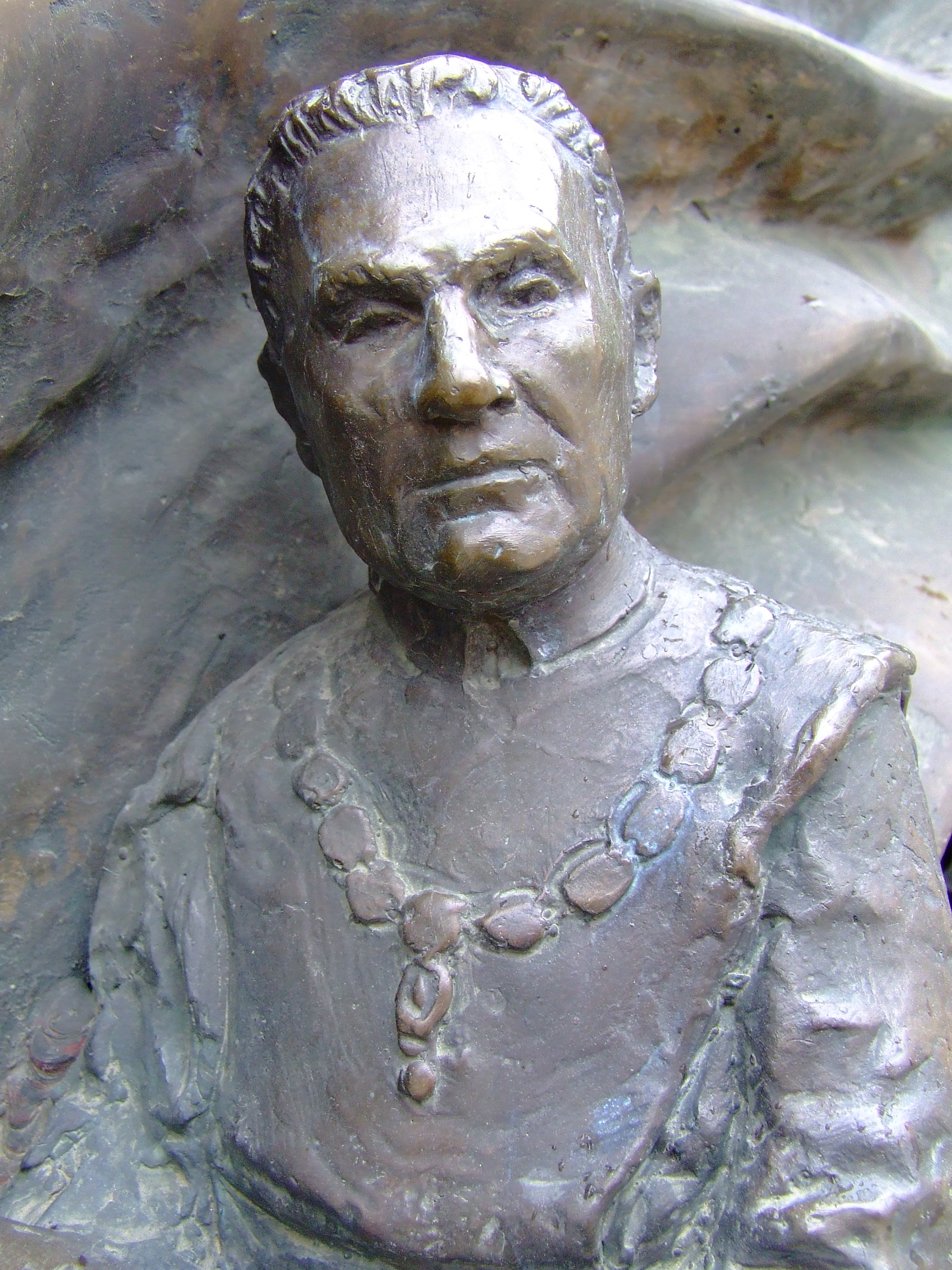
Vargha Damján (1873–1956) cisztercita szerzetes, irodalomtörténész, egyetemi tanár, a pécsi tudományegyetem rektora, az MTA levelező tagja portréja a Janus Pannonius Tudományegyetem díszkapuján. Trischler Ferenc szobrászművész alkotása

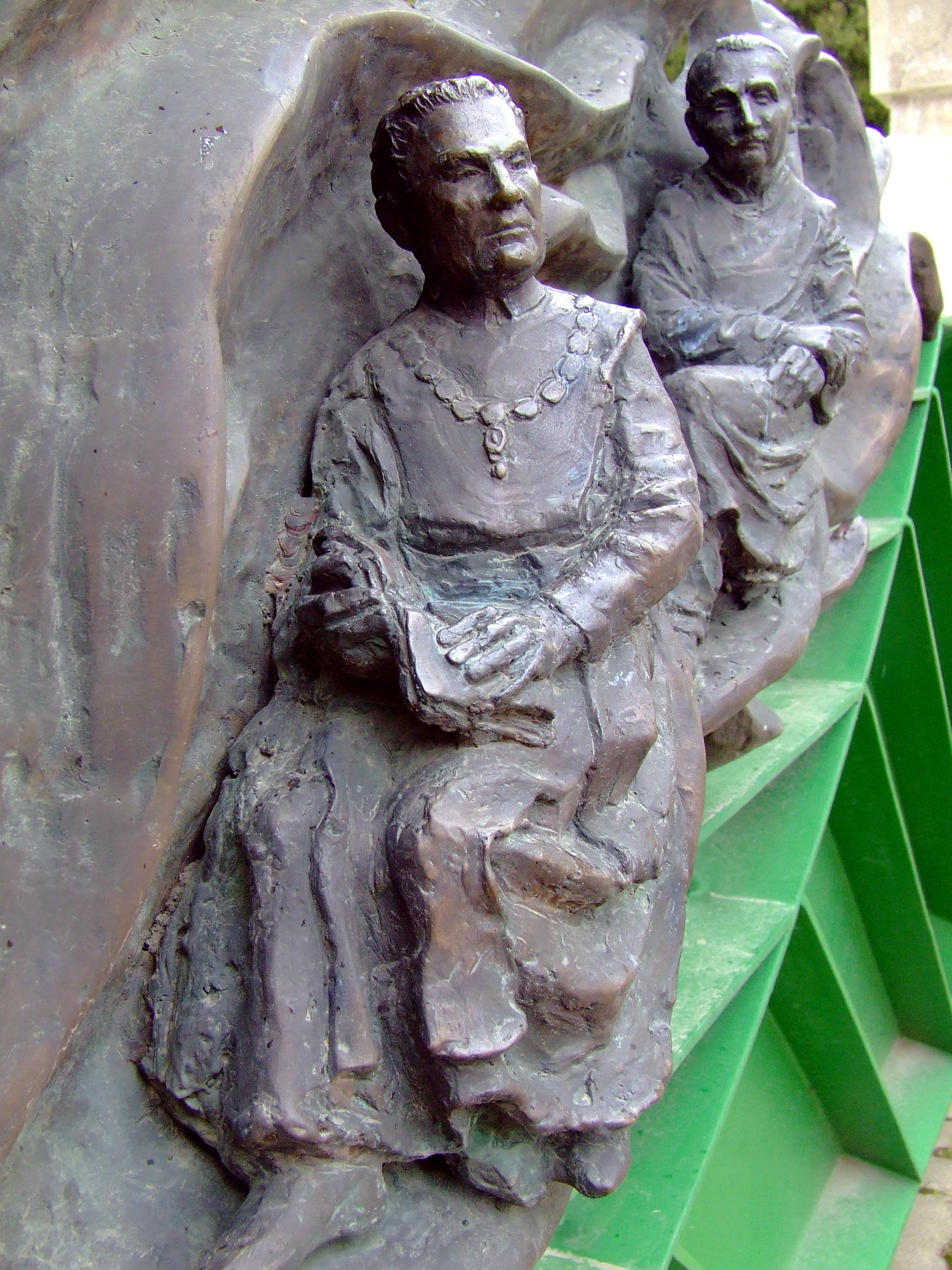
Vargha Damján (1873–1956) cisztercita szerzetes, irodalomtörténész, egyetemi tanár, a Pécsi Tudományegyetem rektora, az MTA levelező tagja portréja a Janus Pannonius Tudományegyetem díszkapuján. (a háttérben Pekár Mihály portréja) Trischler Ferenc szobrászművész alkotása

Vargha Damján György Péter (Mosonszentmiklós, 1873. április 6. – Hegyeshalom, 1956. április 6.) ciszterci szerzetes, irodalomtörténész, egyetemi tanár, az MTA tagja (1919–1949 között, majd 1989-től).

## Élete
Iskoláit Mosonszentmiklóson, Mosonmagyaróváron, Kecskeméten és Egerben végezte, majd a budapesti bölcsészkaron szerzett diplomát. 1892. augusztus 29-én belépett a ciszterci rendbe. Budapesten teológiát tanult, 1899. július 2-án pappá szentelték. Tanított a rend bajai, egri, székesfehérvári és budai gimnáziumában. 
1907-től a Szent István Akadémia tagja. 1912-től a budai Szent Imre Gimnáziumban tanított. 1919-től az MTA levelező tagja. 1925-ben a pécsi Erzsébet Egyetem bölcsészkarán a magyar irodalomtörténet egyetemi tanára lett. Jelentős részt vállal a pécsi Maurinum (később: Szent Mór Kollégium) megalapításában, majd a kollégium igazgatója lett. 1931-1932-ben a pécsi bölcsészkar dékáni tisztségét töltötte be. 1940-ben, a bölcsészkar Kolozsvárra költöztetésekor a jogi karra osztották be teljes jogú professzorként. 1941-1942 között a pécsi egyetem rektora volt.
1943-ban nyugállományba vonult, de a Maurinum igazgatójaként tovább tevékenykedett. Igazgatói munkaköréből 1947-ben mentették fel. 1949-ben hamis vádak alapján kizárták az MTA-ból, 1989-ben azonban visszaállították tagságát.
Az 1903-ban megjelentetett iskolai helyesírás-szabályzata volt az első lépés az egységes magyar helyesírás kötelezővé tétele felé az oktatásban és az egész magyar írásbeliségben egyaránt.
Nevét a rendszerváltás óta pécsi utca viseli, a korábbi Kilián György utca.

## Művei
- Kódexeink Mária-siralmai. (1899)
- Imádságos könyvek (több nyelvre fordítják)
- Seuse Henrik Amand a magyar kódexirodalomban. (1912)
- A magyar kódexek forrásai. (1924)
- Szent Ferenc és fiai a magyar kódexirodalomban. (1927)
- Szent Imre-problémák. (1930)
- A rodostói fejedelem
- Szent István a magyar kódexirodalomban
- Lourdesi emlékek. Budapest, 1906. (Népiratkák 233. Szent István Társulat. Ism. Vasárnapi Ujság 44. sz.).
- II. Rákóczi Ferenc vallásos buzgalma. Népiratkák 299. Szent István Társulat 1915.